# Legion Warszawa
Legion Warszawa – warszawski klub sportowy.
W latach 60., 70. i 80. XX wieku szachowa drużyna Wojskowego Klubu Szachowego „Legion” należała do najsilniejszych w Polsce, pomiędzy 1960 a 1989 zdobywając 20 medali w drużynowych mistrzostwach kraju, w tym 11 złotych (1960, 1961, 1963, 1964, 1967, 1969, 1972, 1980, 1984, 1986, 1989), 6 srebrnych (1965, 1968, 1971, 1978, 1981, 1987) oraz 3 brązowych (1962, 1966, 1977). Członkami Legionu byli czołowi polscy szachiści, mistrzowie kraju i olimpijczycy, m.in. Agnieszka Brustman, Jan Adamski, Andrzej Filipowicz, Robert Kuczyński oraz Kazimierz Plater. Zawodnikiem, trenerem, oraz prezesem był również mistrz szachowy Anatol Łokasto, który był wielokrotnym złotym medalistą wojskowych mistrzostw Polski. W połowie lat 90. sekcję szachową zlikwidowano.
Nazwę „Legion” nosi klub piłkarski założony 9 sierpnia 2001 roku.